# Omega2 d'Aquari
Omega² d'Aquari (ω² Aquarii) és la designació Bayer per a un sistema d'estrella triple en la constel·lació equatorial d'Aquari. Es pot veure a simple vista, amb un magnitud aparent visual de 4.49. La distància aproximada a aquesta estrella, 149 anys llum (46 parsecs), és conegut pels mesuraments de paral·laxi presos durant la missió Hipparcos.